# Bloc la Nostra Ucraïna-Autodefensa Popular
El Bloc la Nostra Ucraïna-Autodefensa Popular (ucraïnès Блок Наша Україна–Народна Самооборона, Blok Nasha Ukrayina-Narodna Samooborona) és una aliança electoral activa a Ucraïna, associada amb el president Víktor Iúsxenko. Des de 2005, el bloc ha estat dominat per un nucli format per la Unió Popular la Nostra Ucraïna i cinc partits més petits com a socis.
El Bloc està estretament relacionat amb la "Revolució Taronja" i continua utilitzant el taronja com el seu color polític. El juliol de 2007, l'antic bloc La Nostra Ucraïna, havia estat reorganitzat sota el nom Bloc la Nostra Ucraïna-Autodefensa Popular per a les eleccions al Parlament d'Ucraïna de 2007. Els partits havien planejat fusionar-se en un sol partit el desembre de 2007, però el 16 de novembre de 2007 ho va deixar estar i el procés avui dia no és clar. Els partits que actualment formen el bloc són:
| - Unió Popular la Nostra Ucraïna - Endavant, Ucraïna! - Partit Popular Ucraïnès - Partit Republicà Ucraïnès "Assemblea" | - Partit Europeu d'Ucraïna - PORA - Congrés dels Nacionalistes Ucraïnesos - Partit dels Defensors de la Pàtria |

## Història
L'original Bloc la Nostra Ucraïna, es va formar a Kíiv el 2001 de cara a les eleccions al Parlament d'Ucraïna del 2002. En el moment de la seva formació, el líder del bloc va ser Víktor Iúsxenko. A les eleccions va obtenir el 23,6% dels vots i 112 de 450 escons, i per primer cop, els comunistes no van obtenir el primer lloc en vots. L'aliança incloïa els partits:
| - Congrés dels Nacionalistes Ucraïnesos - Partit Liberal d'Ucraïna - Partit de la Joventut d'Ucraïna - Moviment Popular d'Ucraïna - Partit d'Unió Popular Cristiana | - Partit de les Reformes i l'Ordre - Partit Republicà Cristià - Solidaritat - Moviment Popular Ucraïnès - Endavant, Ucraïna! |

El setembre de 2002, el bloc negocià amb nou faccions pro-presidencials (Kutxma) per formar una coalició, i finalment el cap de la facció la Nostra Ucraïna Iuri Kostenko i el de Treball d'Ucraïna Serhiy Tyhypko assoliren un projecte d'un acord de coalició que va ser rebut per tots els dirigents de les faccions el 20 de setembre de 2002 (excepte pels líders del Partit Socialista d'Ucraïna, el Partit Comunista d'Ucraïna i el Bloc Iúlia Timoixenko). No obstant això, la coalició mai es va materialitzar.

## Les eleccions de 2006
A les eleccions al Parlament d'Ucraïna de 2006 el bloc va ser derrotat, ja que només va obtenir el 13,95% dels vots i quedà en el tercer lloc darrere del Bloc Iúlia Timoixenko (22% i 156 escons) i del Partit de les Regions (33% 175 escons). Va aconseguir 81 dels 450 escons. En aquestes eleccions formaren el bloc els partits: 
- Unió Popular la Nostra Ucraïna
- Partit dels Industrials i Empresaris d'Ucraïna
- Moviment Popular d'Ucraïna
- Unió Democristiana
- Partit Republicà Ucraïnès "Assemblea"
- Congrés dels Nacionalistes Ucraïnesos

Després de les eleccions s'han produït crides al president d'Ucraïna Víktor Iúsxenko, qui va ser membre i portaveu de La Nostra Ucraïna durant les eleccions parlamentàries de març per dimitir i mantenir-se independent.

## Les eleccions de 2007
Durant les eleccions al Parlament d'Ucraïna de 2007, el Bloc la Nostra Ucraïna-Autodefensa Popular es col·locà en tercer lloc, després del Bloc Iúlia Timoixenko i del Partit de les Regions. Va rebre el 14,16% dels vots, 236.964 vots menys que el 2006, el que representa un gir total del 0,20%. L'aliança era integrada pels partits
| - Unió Popular la Nostra Ucraïna - Endavant, Ucraïna! - Moviment Popular d'Ucraïna - Partit Republicà Ucraïnès "Assemblea" - Partit Popular d'Ucraïna | - Unió Democristiana - Partit Europeu d'Ucraïna - PORA - Congrés dels Nacionalistes Ucraïnesos - Partit dels Defensors de la Pàtria |

El 15 d'octubre del 2007, tot i que el Partit de les Regions va obtenir la majoria dels escons al Parlament, el Bloc la Nostra Ucraïna-Autodefensa Popular i el Bloc Iúlia Timoixenko van acordar formar una coalició majoritària en el nou parlament. El 29 de novembre es va signar un acord entre els dos blocs (que representaven el 45% dels vots a nivell nacional]). El 18 de desembre de 2007 Iúlia Timoixenko, amb un marge de dos vots, va ser elegida primer ministre d'Ucraïna.

## Dimissions i la creació de Centre Unit
El febrer de 2008 van dimitir diversos membres prominents del partit. Víktor Baloha, cap de la Secretaria de la Presidència, va renunciar el 15 de febrer. Roman Bezsmertni, alt funcionari del partit, juntament amb els diputats Mikhailo Poliantxitx, Ihor Kril, Víktor Topolov, Oksana Bilozir i Vassil Petevka renunciar el 20 de febrer, en una declaració conjunta en què va declarar: "Alguns dels líders del partit tenen el seu propi joc, provinents dels interessos personals i no té res a veure amb la responsabilitat, el pluralisme i les normes de la democràcia". Alguns d'ells van formar Centre Unit, que s'espera que participi en el pròximes eleccions parlamentàries de forma independent. Un dels objectius principals d'aquest nou partit és: "ajudar el president Víktor Iúsxenko a dur a terme del seu programa d'accions".

## Resultats per regions
| Resultats 2002 |  | Resultats 2006 |  | Resultats 2007 |  |  |
| 2002           |  | 2006           |  | 2007           |  |  |